# Omet
Omet település Franciaországban, Gironde megyében. Lakosainak száma 289 fő (2022. január 1.). Omet Escoussans, Loupiac, Cadillac-sur-Garonne, Donzac, Laroque és Porte-de-Benauge községekkel határos.

## Népesség
A település népességének változása:
| Lakosok száma | 222  | 176  | 206  | 233  | 291  | 296  | 296  | 306  | 308  | 289  |
|               | 1968 | 1982 | 1990 | 2006 | 2013 | 2015 | 2017 | 2019 | 2020 | 2022 |